# Montforthaus Feldkirch
Het Montforthaus Feldkirch is een multifunctioneel cultureel centrum in Feldkirch, Vorarlberg (Oostenrijk). Het wordt gebruikt voor conventies, bals, beurzen, concerten en theatervoorstellingen.

## Geschiedenis
De Feldkirch "Volkshalle" werd in 1926 van de architect Lois Welzenbacher gebouwd met het oog op de vakbeurs van Vorarlberg een jaar later. Dit architectonisch bijzonder waardevolle gebouw stond tot 1973 op de huidige locatie van het Montforthaus.
In de nacht van 6 juli op 7 juli 1973 brandde het hele gebouw af tot aan de funderingsmuren als gevolg van een bolblikseminslag.
Het stadsbestuur van Feldkirch besloot daarom het gebouw te verbouwen of te renoveren, waarna het in 1975 onder de naam "Stadthalle" heropend werd. In 1990 onderging het gebouw opnieuw een verbouwing en een naamsverandering, toen het werd uitgebreid en de naam "Montforthaus" kreeg.
Op 3 juli 2007 besloot de gemeenteraad van Feldkirch unaniem dat het Montforthaus herbouwd moest worden. Als onderdeel van een internationale architectuurwedstrijd werd het Berlijnse bureau Hascher Jehle Architektur in samenwerking met het Bludenz architectenbureau Mitiska Wäger geselecteerd als architecten. Op 29 juni 2010 werd de planningsbeslissing genomen en werden de plannen gegund aan de winnaars van de wedstrijd. Het daadwerkelijke bouwbesluit is op 9 oktober 2012 door de gemeenteraad genomen. Van oktober tot december 2012 werden de sloopwerkzaamheden aan het oude Montforthaus uitgevoerd.
In april 2013 werd de eerste steen gelegd voor de nieuwbouw, op 8 november van datzelfde jaar werd de topping-out ceremonie gevierd en in november 2014 werd de bouw afgerond. Op 2 januari 2015 werd de nieuwbouw officieel geopend in aanwezigheid van van gouverneur Markus Wallner en burgemeester Wilfried Berchtold.

## Architectuur
De architecten zijn Hascher Jehle Architektur (Berlijn) samen in een werkgroep met Mitiska Wäger Architekten (Bludenz). Constructief adviseur was Bernard & Brunnsteiner (Hall), de akoestische planning werd gedaan door Graner + Partner en de lichtplanning door LDE.
De grote zaal ("Großer Saal") biedt plaats aan tussen de 1.100 en 3.000 mensen. De lounge is 15 m hoog en heeft een oppervlakte van 1800 m2. De glas- en raamoppervlakken nemen 1.200 m2 in beslag. De kleine zaal ("Kleiner Saal") biedt plaats aan maximaal 270 personen. Bovendien zijn er vier seminarruimten voor 60 tot 100 personen, een restaurant en 60 extra zitplaatsen op het dakterras, een extra evenementenruimte voor 150 personen en een ondergrondse parkeergarage voor 138 auto's en 30 fietsen.

### Buitenkant
Het Montforthaus is ingebed in de middeleeuwse oude binnenstad van Feldkirch. Terwijl de formele articulatie aantoonbaar modern is, pikt de materialiteit het traditionele Jura-marmer van de regio op.

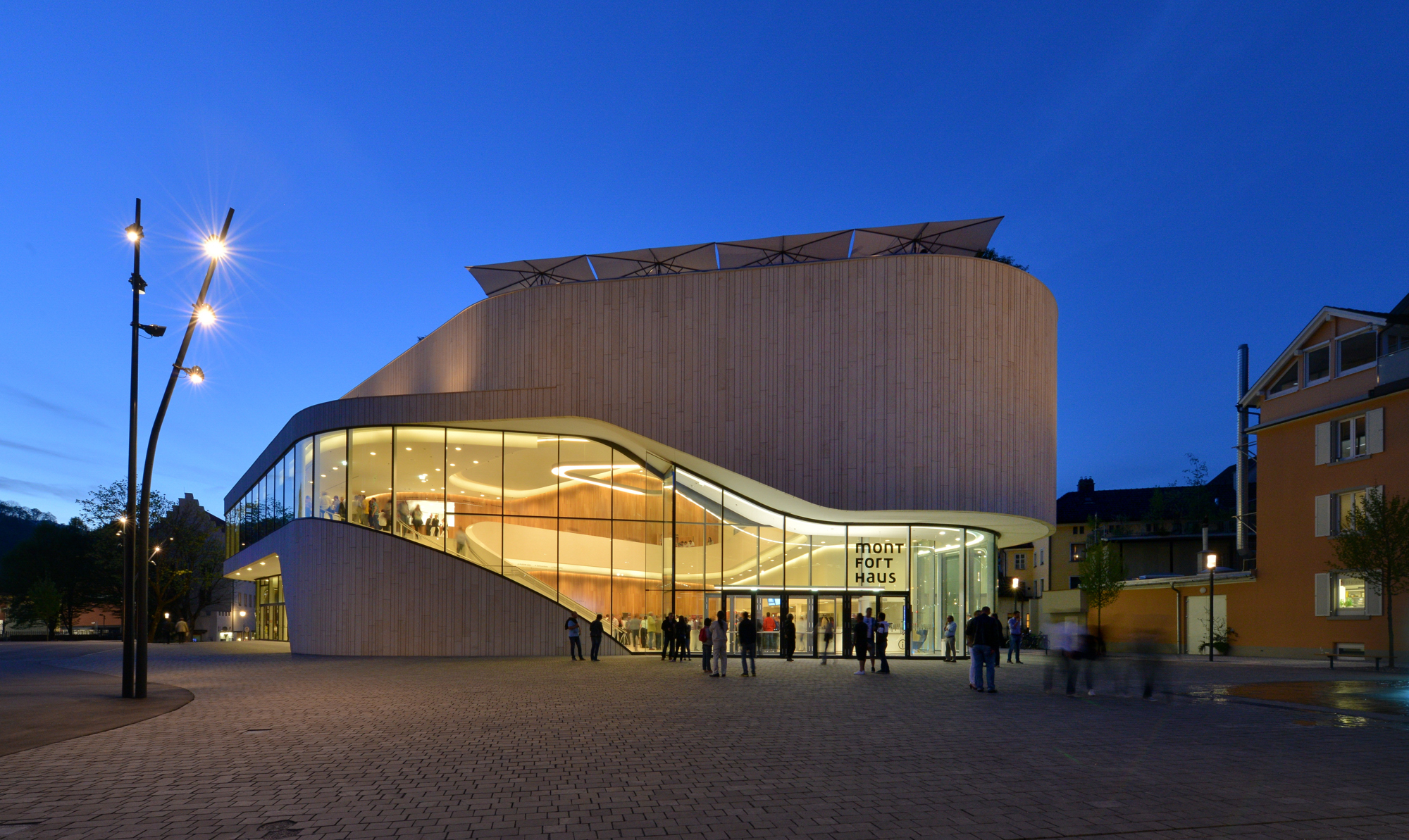
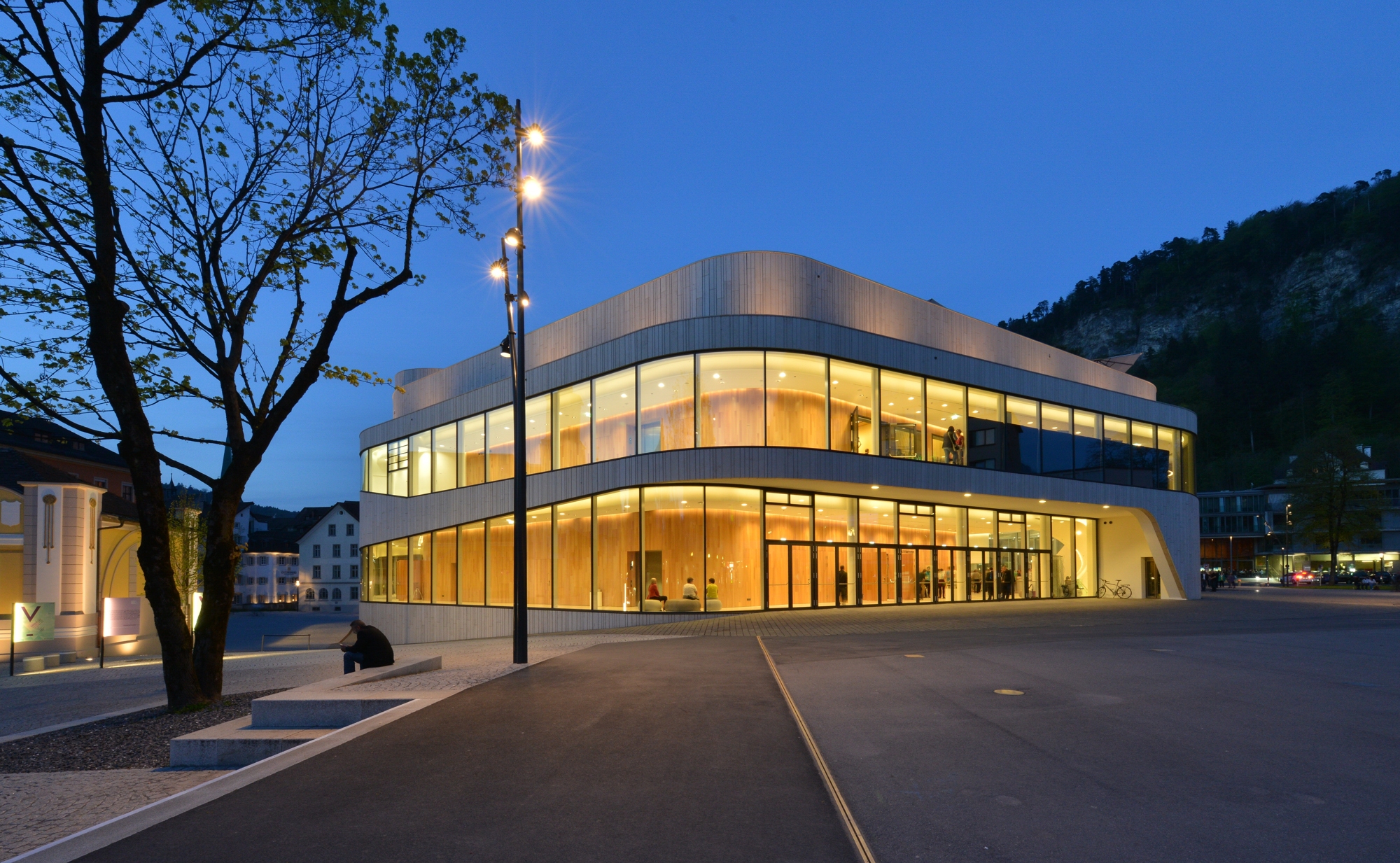
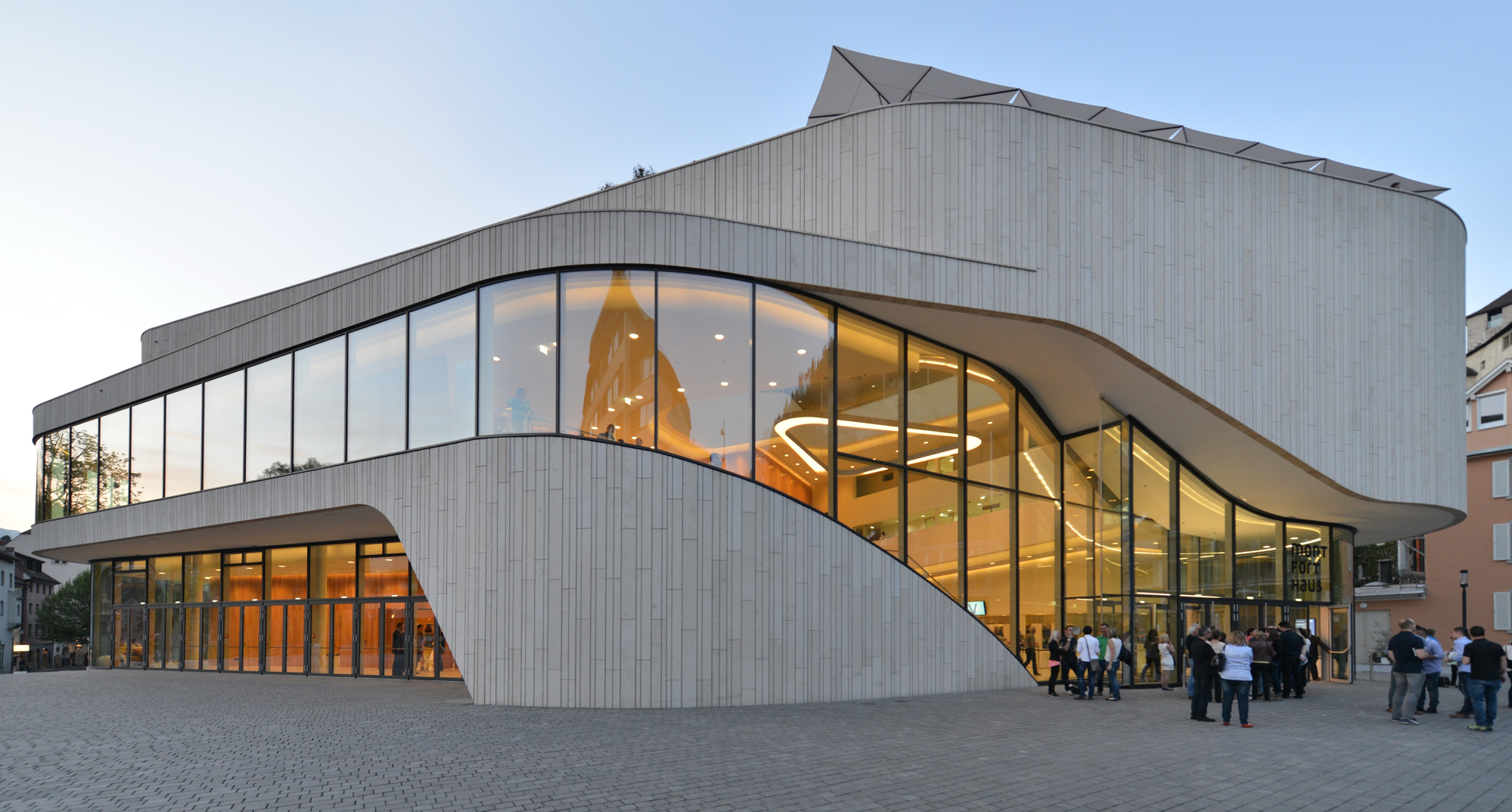
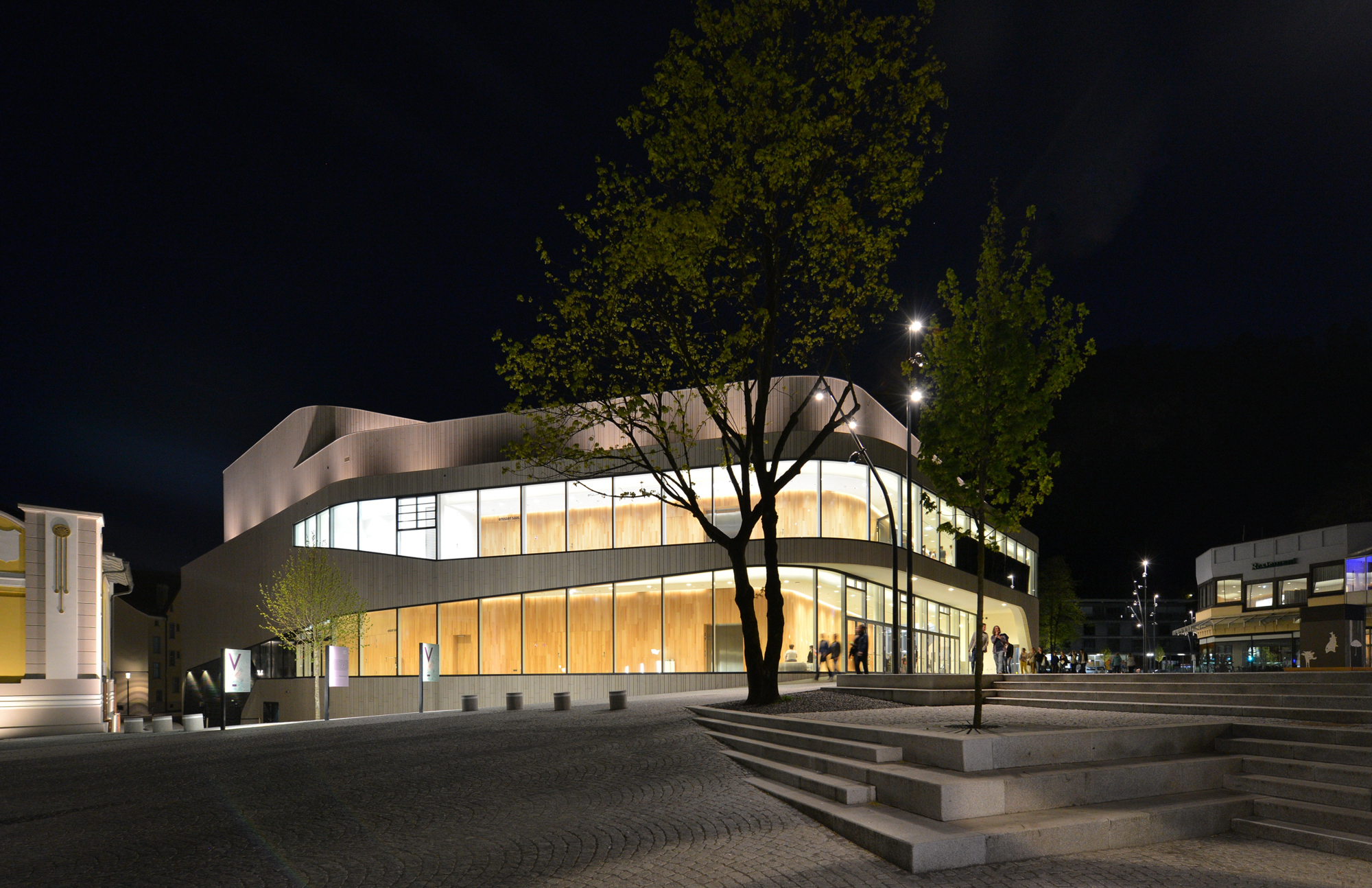
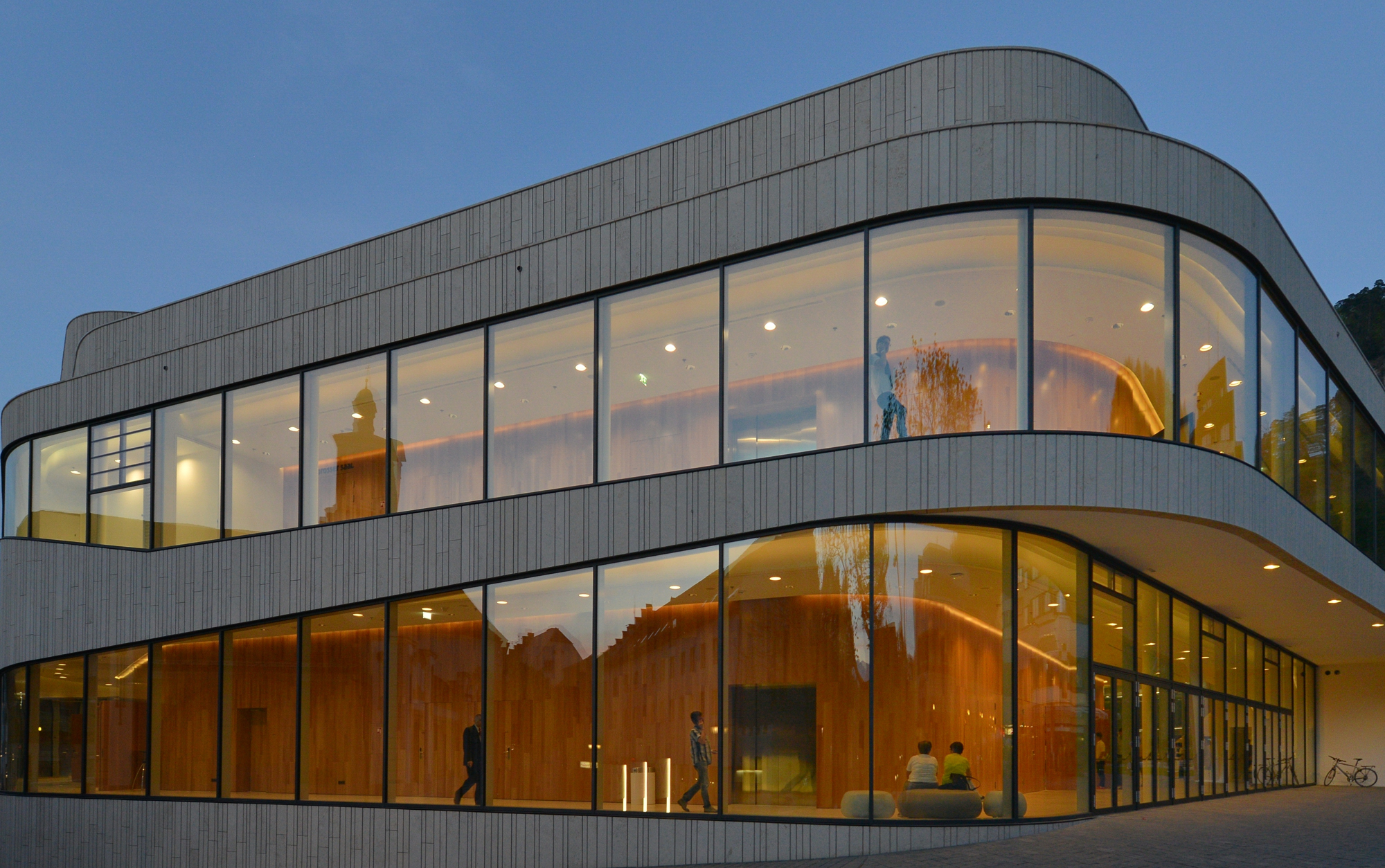
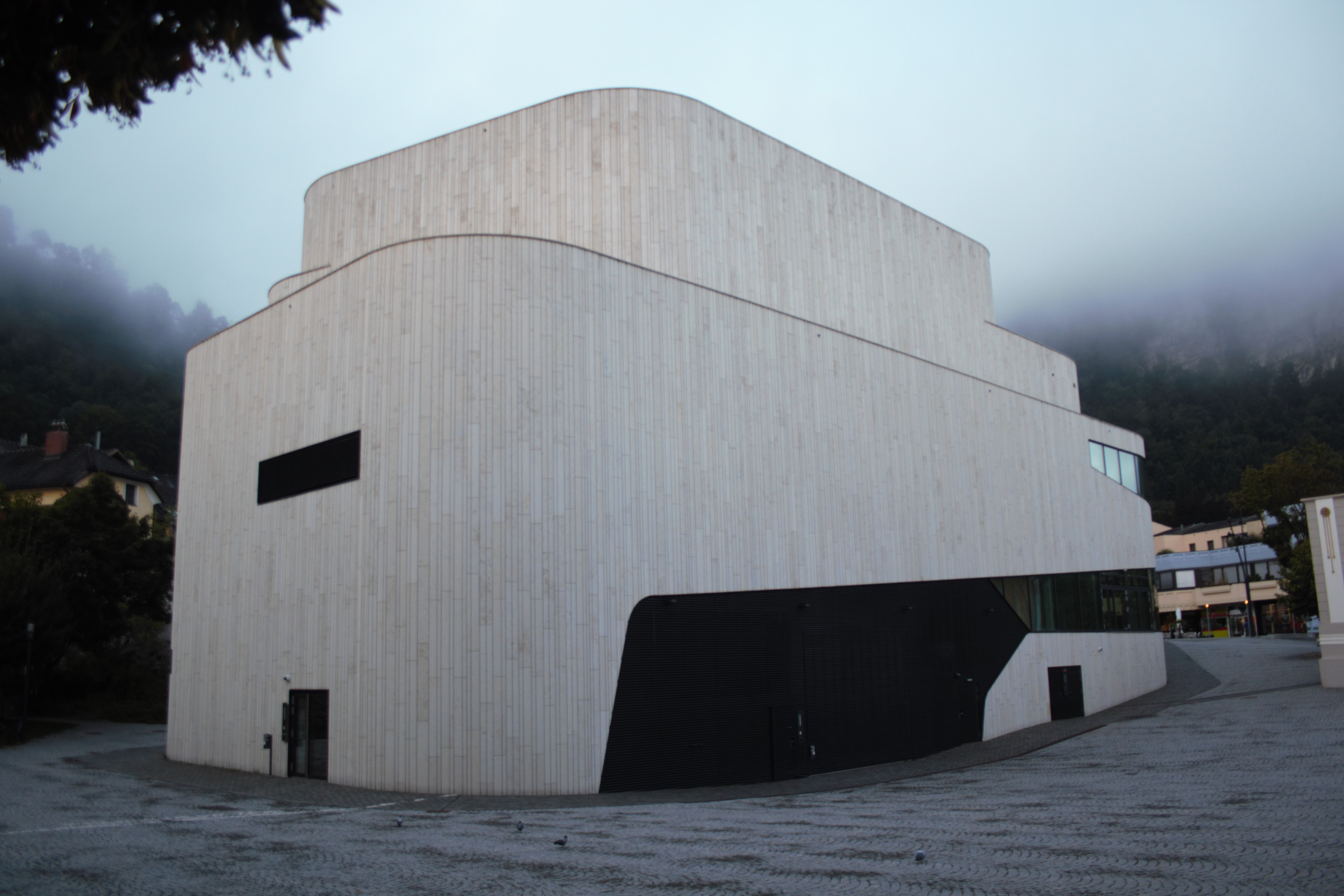

### Interieur
Het nieuwe openbare gebouw biedt in totaal 12.700 m2 bruto vloeroppervlak. De functionele kernelementen van het gebouw zijn direct rond de foyer verdeeld en kunnen naar wens worden samengevoegd of gescheiden.

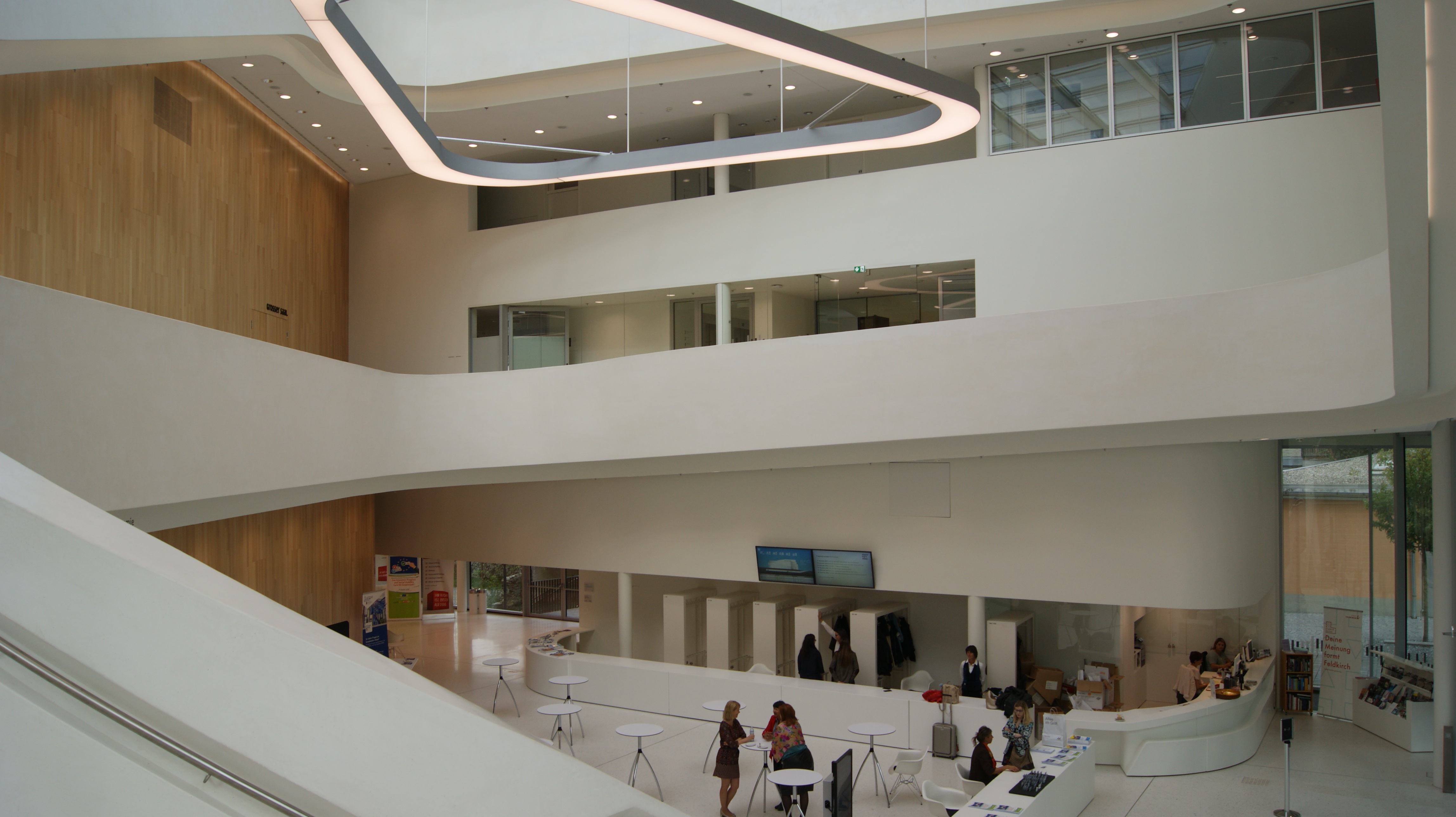
De foyer
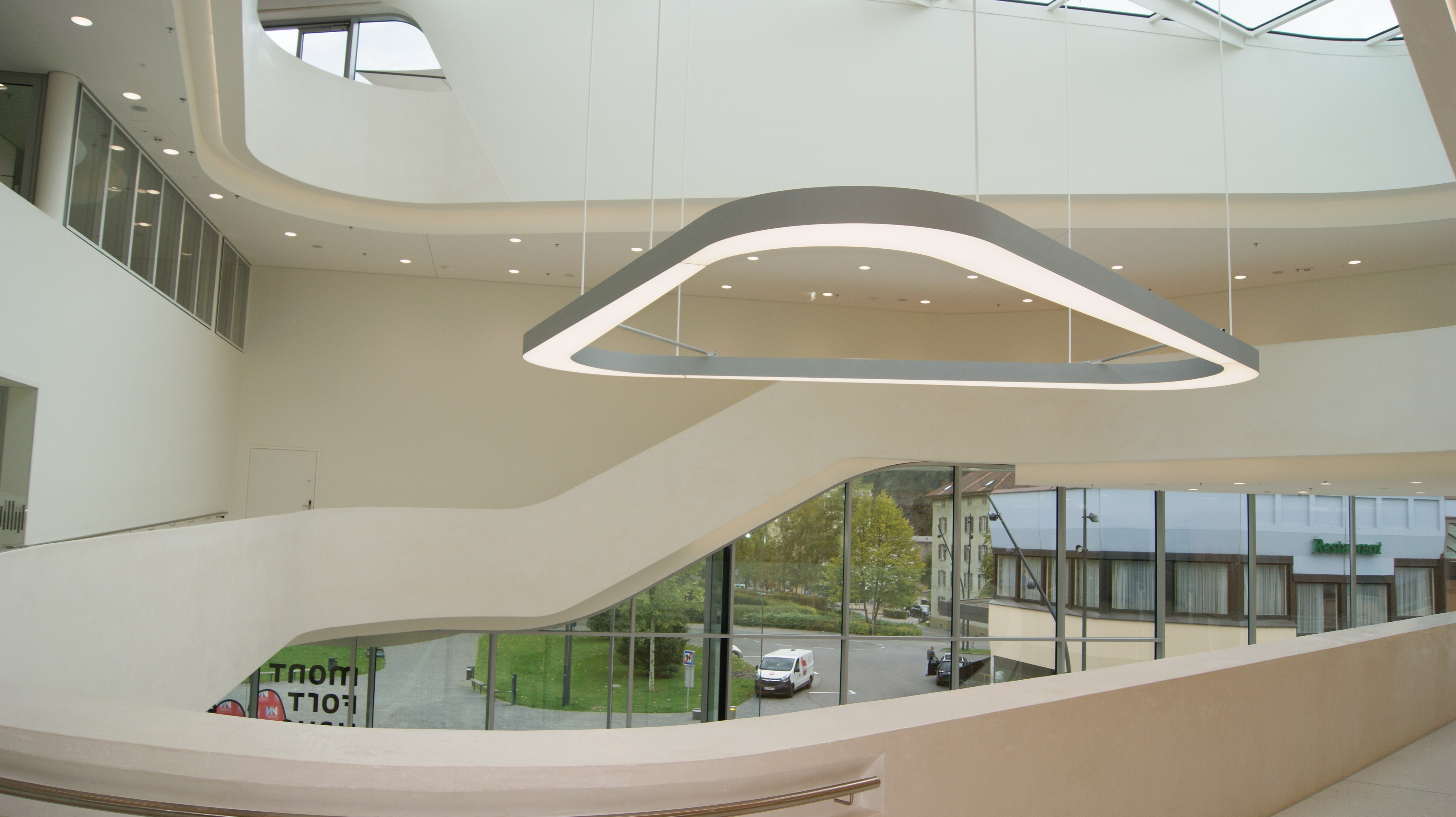
Lamp in de foyer
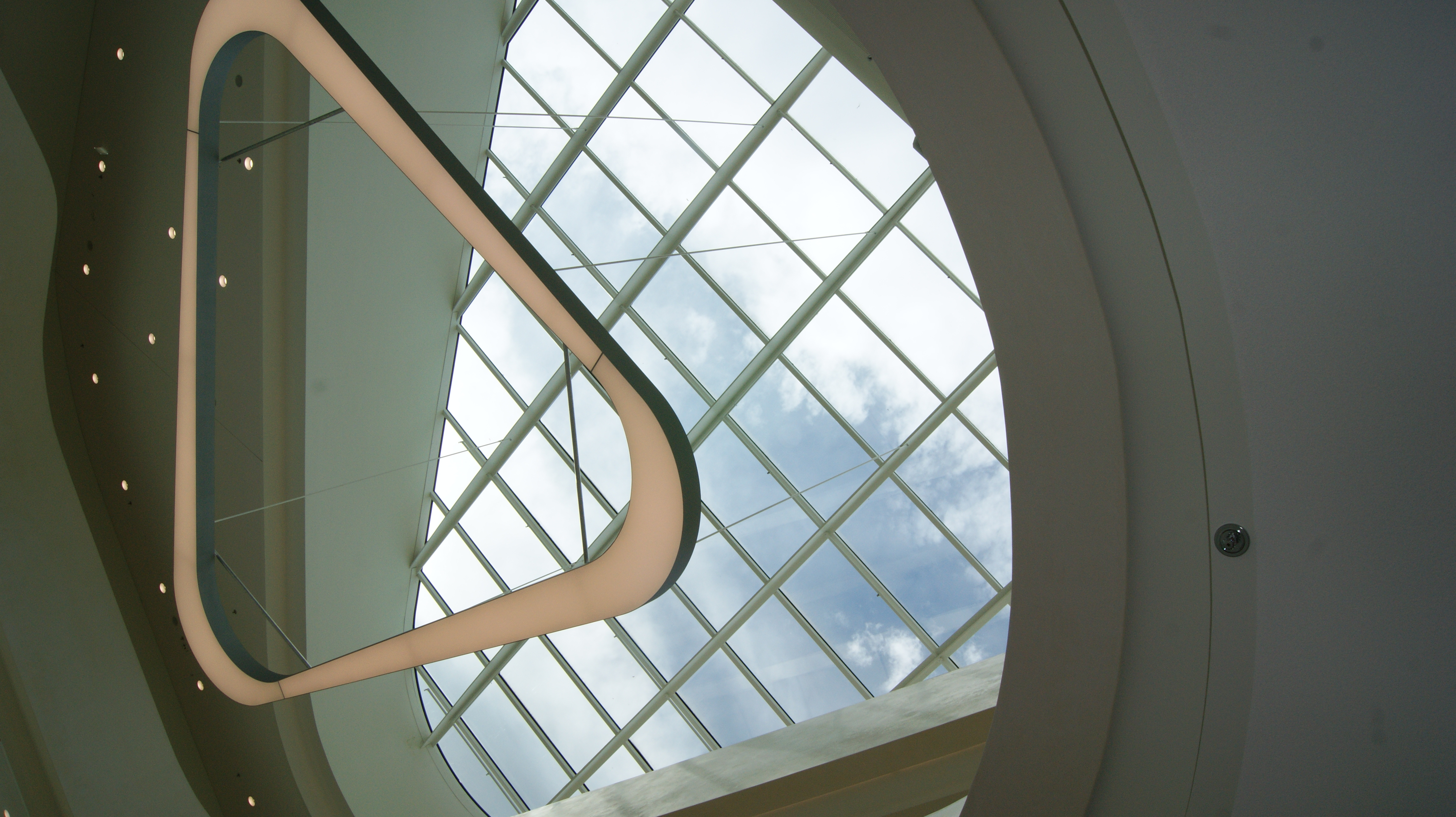
Blik naar boven in de foyer

## Prijzen
Het Montforthaus Feldkirch heeft de volgende prijzen gewonnen:
- Oostenrijkse nationale prijs voor architectuur en duurzaamheid 2017
- Duitse lichtontwerpprijs 2017
- ICONISCHE AWARDS 2016
- PILGRAM 2016 – Prijs voor architectuur en natuursteen
- 7e Vorarlberger Hypo Bauherrenpreis 2015
- Oostenrijkse nationale prijs DESIGN 2015 (finale)
- klimaktiv Gold voor duurzaamheid